# Giovanni Reyes
Giovanni Efraín Reyes Ortíz (Ciudad de Guatemala, 5 de febrero de 1956) es un catedrático, economista, ingeniero agrónomo y político guatemalteco. Reyes fue el candidato presidencial del partido Bienestar Nacional para las elecciones generales de 2023.

## Biografía
Reyes nació el 5 de febrero de 1956 en la ciudad de Guatemala. Ingresó en 1972 al Instituto Técnico de Agricultura, donde obtuvo el título de «Perito Agrónomo». Se graduó como ingeniero agrónomo en la Universidad de San Carlos de Guatemala en 1989, su tesis de graduación lleva por título «Estudio general de la tecnología agrícola utilizada en Guatemala». Posteriormente se estableció en Estados Unidos, donde continuó con sus estudios. Tiene un doctorado en filosofía en economía para el desarrollo y Relaciones Internacionales por la Universidad de Pittsburgh. Tiene estudios de posgrado sin obtener un título en la Universidad de Harvard (Estados Unidos), Escuela de Estudios Superiores Comerciales del Norte y la International Schools of Business Management (Francia). El Premio Nobel de Economía de 1978 Herbert Alexander Simon contribuyó en la tesis doctoral de Reyes.
Ha trabajado como catedrático en la Universidad del Rosario, y la Universidad Católica Andrés Bello (donde fue decano de la facultad de economía). Reyes ha asesorado a instancias internacionales como la Organización de las Naciones Unidas, Programa de las Naciones Unidas para el Desarrollo y el Fondo de las Naciones Unidas para la Infancia, también fue representante ante la Organización Internacional del Café. Se estima que Reyes ha escrito alrededor de 500 artículos editoriales sobre temas económicos latinoamericanos.

## Carrera política
El 12 de febrero de 2023, el partido Bienestar Nacional postuló a Reyes como candidato a la presidencia de Guatemala, junto a Óscar Figueroa como su candidato a la vicepresidencia. Fue inscrito oficialmente ante el Tribunal Supremo Electoral el 18 de marzo del mismo año.